# Remind (徳永英明のアルバム)
『remind』（リマインド）は、2000年5月24日に発売された德永英明12枚目のスタジオ・アルバム。

## 概要
前作『honesto』から1年ぶり、キングレコード在籍時最後のオリジナル・アルバム。シングル 「追憶/恋心」「オリオンの炎」収録。

## 収録曲
全曲作詞・作曲:德永英明　編曲：瀬尾一三
1. remind　[6:05]
2. オリオンの炎　[5:22]
3. 愛を止めないで　[5:57]
4. 泣きたい　[5:51]
5. live on　[5:46]
6. 恋心　[6:16]
7. MEMO　[5:54]
8. 追憶　[4:54]
9. 罪と夕立　[5:50]
10. Positions of life　[6:01]